# Maud Foster
Maud Foster Corrigan (Inglaterra, probablemente 1891, Puerto San Julián, 1968) fue una prostituta inglesa conocida por el suceso llamado "Las putas de San Julián" ocurrido luego de la campaña de fusilamientos de obreros rurales en Santa Cruz a fines del año 1921, emprendida por el Ejército Argentino en la denominada Patagonia Rebelde.

## Biografía
Maud Foster nació en Inglaterra, probablemente en el año 1891, dado que contaba con 31 años a comienzos de 1922. No se conoce sobre su vida previa a dicho año, aunque en la ficha policial figura que era soltera, con 10 años de residencia en la Argentina -por lo que habría ingresado al país hacia 1911- y pertenecía a una "buena familia".
Maud vivía en la pequeña localidad costera de Puerto San Julián, donde trabajaba como pupila en el prostíbulo La Catalana de Paulina Rovira. Ella y cuatro compañeras participaron del suceso conocido luego como "La rebelión de las putas de San Julián", ocurrido el 17 de febrero de 1922. Ese día, las prostitutas se negaron a recibir a los soldados del Regimiento de Caballería 10 "Húsares de Pueyrredón" del teniente coronel Héctor Benigno Varela, quienes poco antes habían finalizado su campaña en el interior de Santa Cruz, donde habían asesinado a unos 1500 obreros rurales en huelga. Las prostitutas acusaron a gritos a los conscriptos afirmando que "¡nunca nos acostaremos con asesinos!", haciéndoles cargo del asesinato de los trabajadores del campo, quienes solían ser sus clientes habituales. Las prostitutas, así como los músicos del burdel y la dueña del local, fueron detenidas. Los músicos fueron liberados rápidamente, al declararse contrarios a la actitud de sus compañeras. El comisario de San Julián decidió no ejecutarlas, sino liberarlas al poco tiempo luego de someterlas a torturas.  Aunque otras versiones afirman que no hay pruebas de tales torturas y vejaciones, ni queda constancia en la memoria colectiva del pueblo de San Julián. Luego de su liberación, las cinco mujeres fueron expulsadas de Puerto San Julián.
Investigaciones posteriores desarrolladas por Osvaldo Bayer permitieron sacar a la luz este hecho, que no figuraba en los registros de la época. Además, este investigador logró determinar que las cinco prostitutas rebeldes fueron, además de Maud Foster: Consuelo García, de 29 años, argentina, soltera; Angela Fortunato, 31 años, argentina, casada, modista; Amalia Rodríguez, 26 años, argentina, soltera; María Juliache, española, 28 años, soltera, con siete años de residencia en el país.  Este hecho, constituye hasta donde se sabe, la única protesta pública que hubo en Santa Cruz tras la represión masiva contra los obreros patagónicos realizada por el Ejército Argentina afines de 1921.

Maud Foster se radicó por varios años en un prostíbulo en el paraje Cañadón León (donde luego se fundaría la localidad de Gobernador Gregores). Luego, el 25 de julio de 1949 solicitó al jefe de policía del San Julián la devolución de su carnet de identidad que aún estaba en posesión de la policía de San Julián, así como volver a vivir allí. En dicha carta decía:
Esperando que Vd. sea benevolente conmigo y tenga consideración a mi avanzada edad, y los años de radicación en esta, contemple mi situación y me otorgue dicho documento para estar tranquila en esta localidad, donde pienso estar hasta el fin de mis días.-Los saludo con muy atenta consideración.
Volvió a radicarse en Puerto San Julián, donde fue la encargada del prostíbulo La Catalana durante casi veinte años.
Falleció el 2 de noviembre de 1968, y fue enterrada en el cementerio de Puerto San Julián.

## Menciones en la cultura popular
- Es mencionada en el poema "El festejo que no fue" de Eduardo Galeano, que se encuentra en su libro Mujeres (2015).[9]
- También es mencionada en la canción “La Catalana”, de Sergio Castro, profesor de historia y cantautor patagónico en su obra “Patagonia de Fuego” (2006).[9]
- Su tumba, ubicada en el cementerio de Puerto San Julián, forma parte del circuito histórico y del patrimonio de la localidad,[3][10] y ha sido motivo de varios homenajes en los aniversarios de su muerte.[11][12]
- En el año 2014 se estrenó una obra de teatro centrada en el evento de Las putas de San Julián, en el que cinco actrices representan a las cinco pupilas que sufrieron por su negativa ante los conscriptos. Esta obra se ha presentado en Buenos Aires y diversas localidades de Santa Cruz.[5][13]
- En el Paseo de la Memoria de la ciudad de Río Gallegos se colocó una placa que recuerda a Maud Foster y sus compañeras.[14]
- El Quinteto Negro La Boca la menciona en su canción "Las putas de San Julián" del año 2014.[5]